# Meliola formosensis
Meliola formosensis är en svampart som beskrevs av W. Yamam. 1941. Meliola formosensis ingår i släktet Meliola och familjen Meliolaceae.   Inga underarter finns listade i Catalogue of Life.